# Železniční trať Hrušovany u Brna – Židlochovice
Železniční trať Hrušovany u Brna – Židlochovice (v jízdním řádu pro cestující jako součást tratě 251) je jednokolejná elektrifikovaná regionální dráha o délce 3,0 km, která spojuje město Židlochovice s obcí Hrušovany u Brna, kde se nachází nádraží na trati Břeclav – Brno. Zprovozněna byla v roce 1895 jako místní dráha Severní dráhy císaře Ferdinanda, osobní provoz na ní byl ukončen v roce 1979 a trať poté chátrala. V letech 2018–2019 proběhla její celková modernizace a elektrifikace spojená s obnovením osobního provozu, který byl zahájen 15. prosince 2019.

## Historie

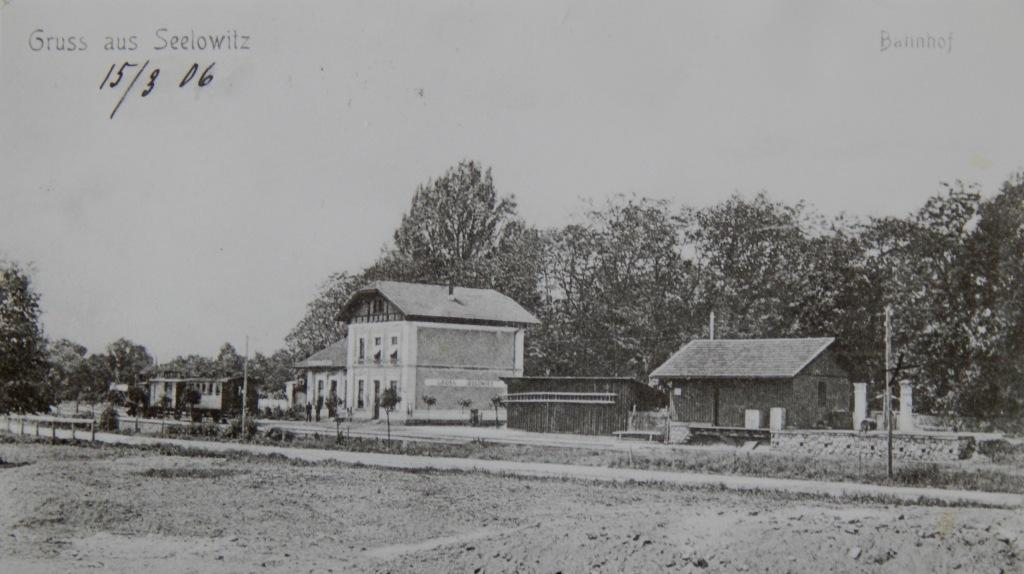
Nádraží v Židlochovicích na přelomu 19. a 20. století

Trať byla postavena Severní dráhou císaře Ferdinanda (KFNB) dle koncese vydané 20. ledna 1895, provoz na ni byl zahájen 17. září téhož roku. KFNB tak napojila stanici Hrušovany (na své trati Břeclav–Brna) s blízkou rafinerií cukru a nedaleké Židlochovice, kde se nacházel cukrovar firmy Robert & comp. Ten byl se židlochovickým nádražím spojen dva kilometry dlouhou vlečkou. Na hrušovansko-židlochovickou trať také navazovala úzkorozchodná řepařská drážka o celkové délce 21 km vedoucí do Měnína.
Samotná trať Hrušovany – Židlochovice sloužila jak nákladní, tak osobní dopravě, přičemž osobní vlaky měly v Hrušovanech návaznosti na vlaky na hlavní trati Brno – Břeclav. Dne 1. ledna 1906 byla trať společně s celou KFNB zestátněna, provoz převzaly Císařsko-královské státní dráhy, po roce 1918 Československé státní dráhy. Jízdní doba před první světovou válkou byla 10–11 minut, denně zde bylo vypravováno sedm párů smíšených vlaků. Za první republiky byla doba jízdy zkrácena na 7–8 minut, počet spojů narůstal a vrcholu 16 párů osobních vlaků dosáhl na přelomu 40. a 50. let 20. století. V pozdějších letech zde jezdilo denně osm párů osobních vlaků. Osobní doprava na trati byla zastavena 2. června 1979. Nadále zde fungovala slabá nákladní doprava. Ta však během následujících desetiletí skončila a například v roce 2014 už nebyla trať využívána, protože její technický stav již neumožňoval žádný provoz.
Jihomoravský kraj dlouhodobě plánoval obnovu trati a její elektrifikaci. V roce 2002 vypracovala firma SUDOP technickou studii, podle které měla být železniční stanice v Židlochovicích posunuta k autobusovému nádraží. V roce 2015 si nechala Správa železniční dopravní cesty (SŽDC) vypracovat dopravně územní rozhodnutí pro obnovu trati. Obnova tratě a její elektrifikace byla zahájena v listopadu 2018, zhotovitelem bylo sdružení Hrušky, které tvořily stavební společnosti Subterra a OHL ŽS. Cena činila 689 milionů korun, termín dokončení stavebních prací 16 měsíců. Součástí stavby byla také plná peronizace stanice Hrušovany u Brna. Dne 8. prosince 2019 se uskutečnilo slavnostní otevření židlochovického nádraží, pravidelný provoz na trati byl zahájen se začátkem platnosti nového jízdního řádu dne 15. prosince 2019. Po jejím zprovoznění zajíždí do Židlochovic vlaky linky S3 Integrovaného dopravního systému Jihomoravského kraje.

## Galerie

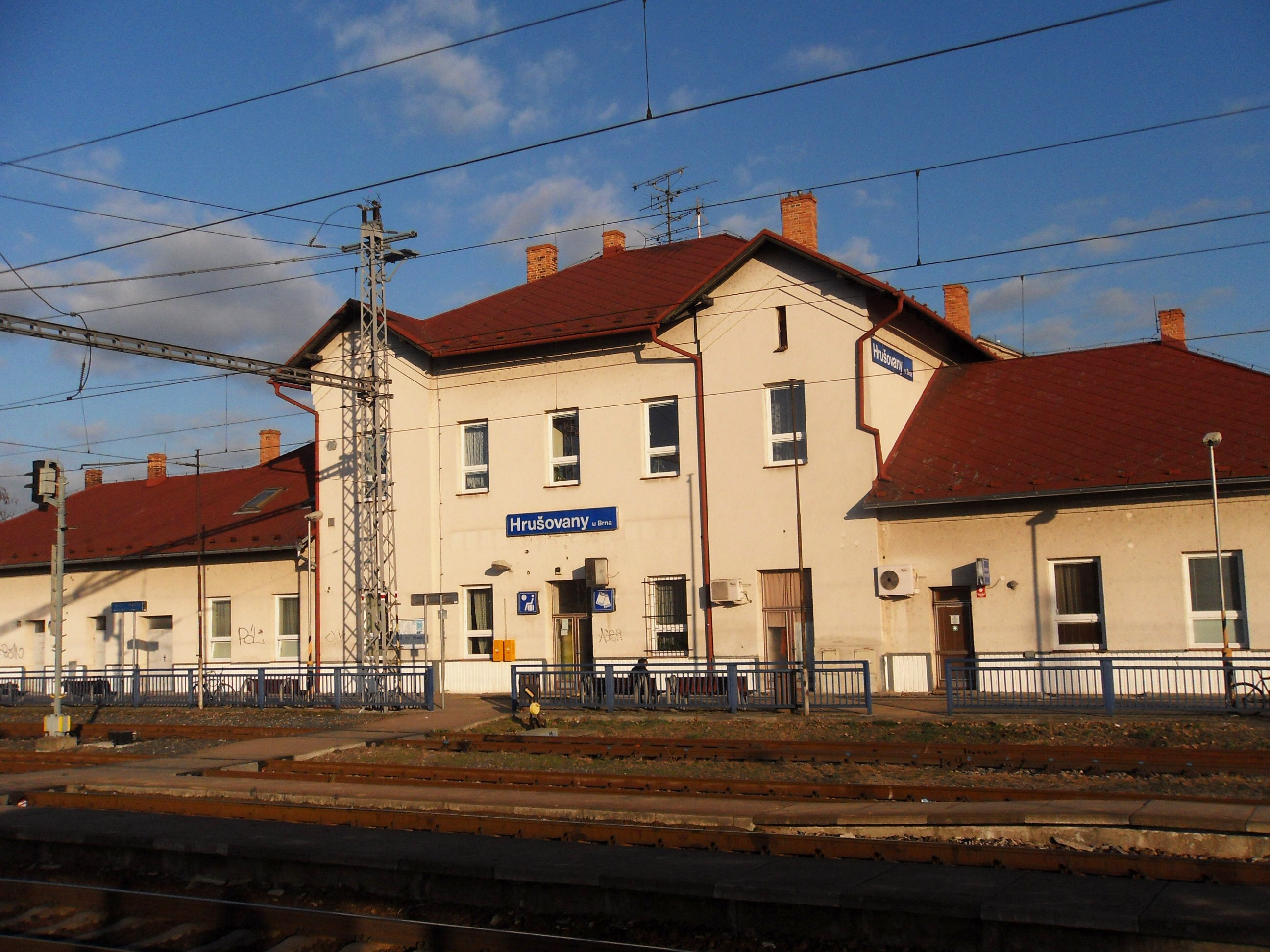
Hrušovany u Brna
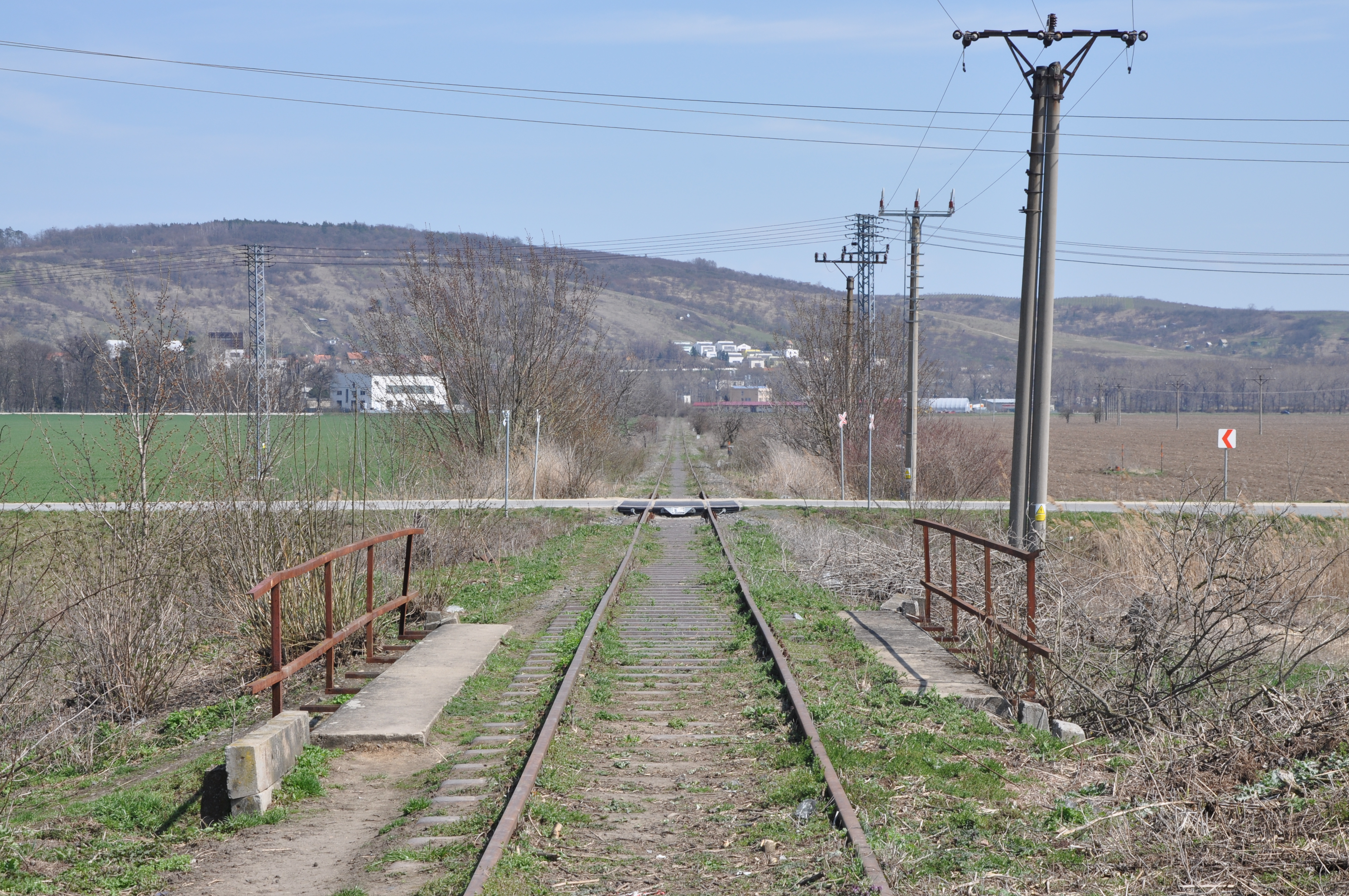
Trať před modernizací (2013)
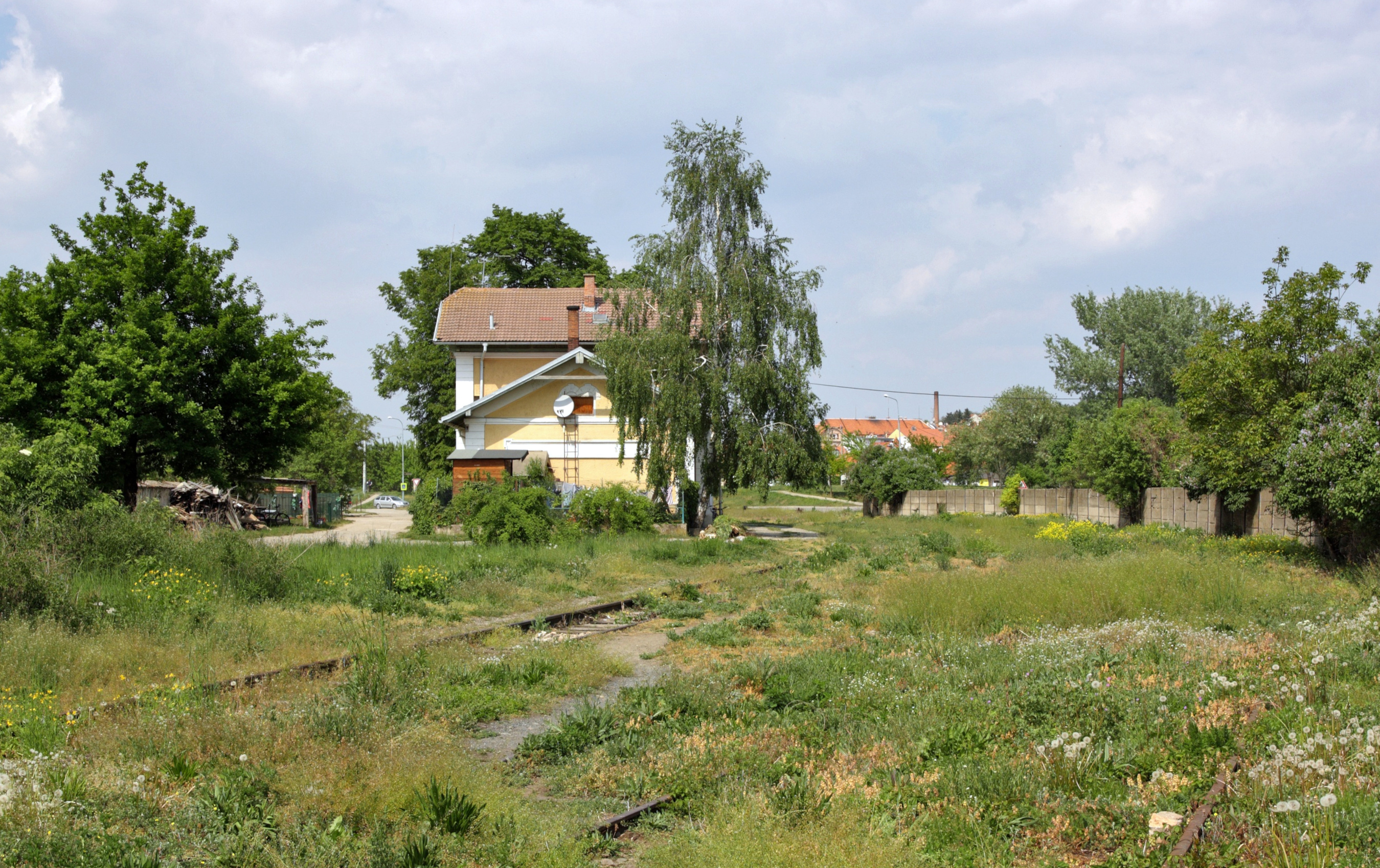
Židlochovické nádraží v roce 2014
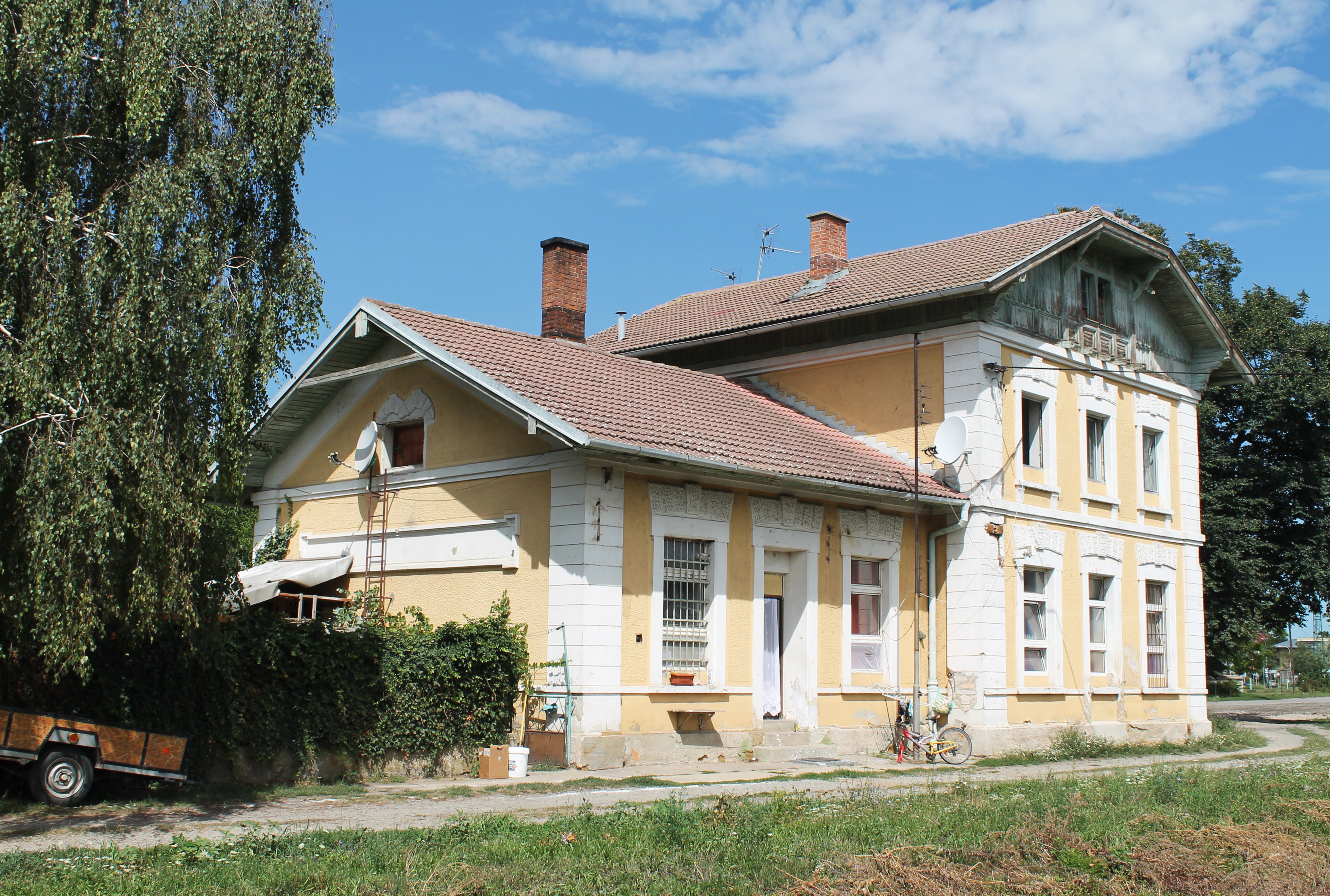
Staniční budova v Židlochovicích v roce 2017
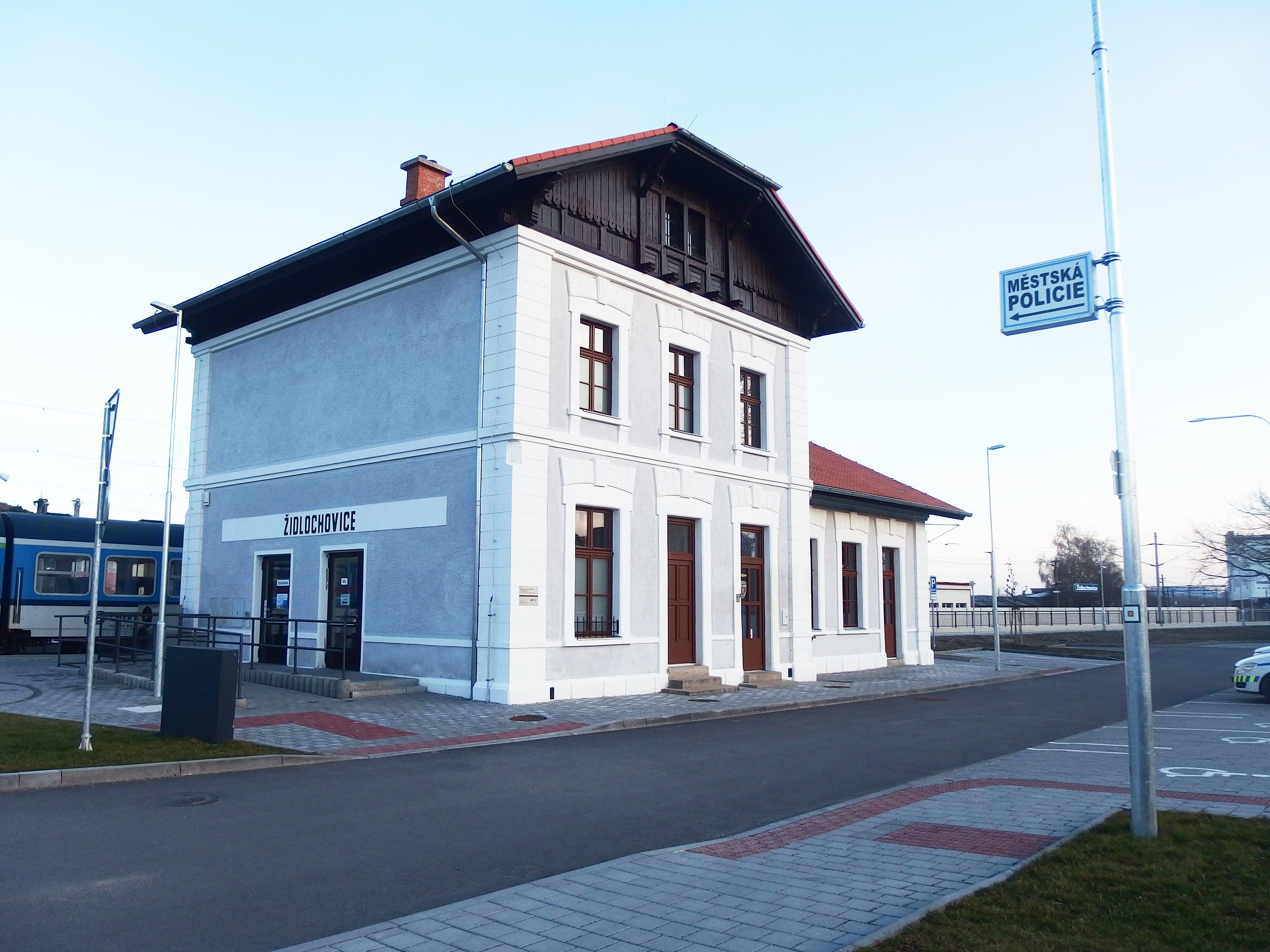
Stanice Židlochovice po rekonstrukci
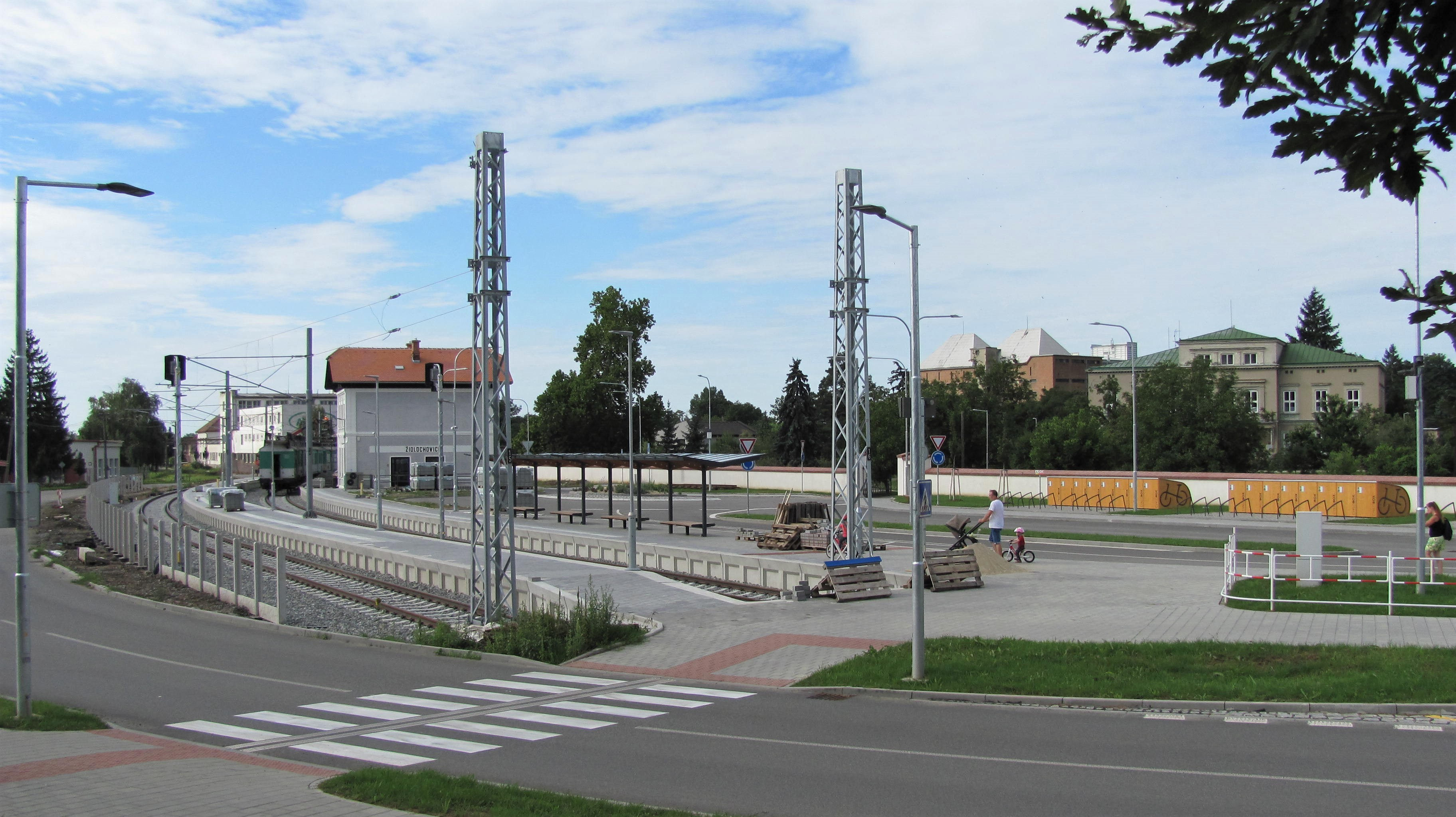
Nádraží v Židlochovicích po modernizaci
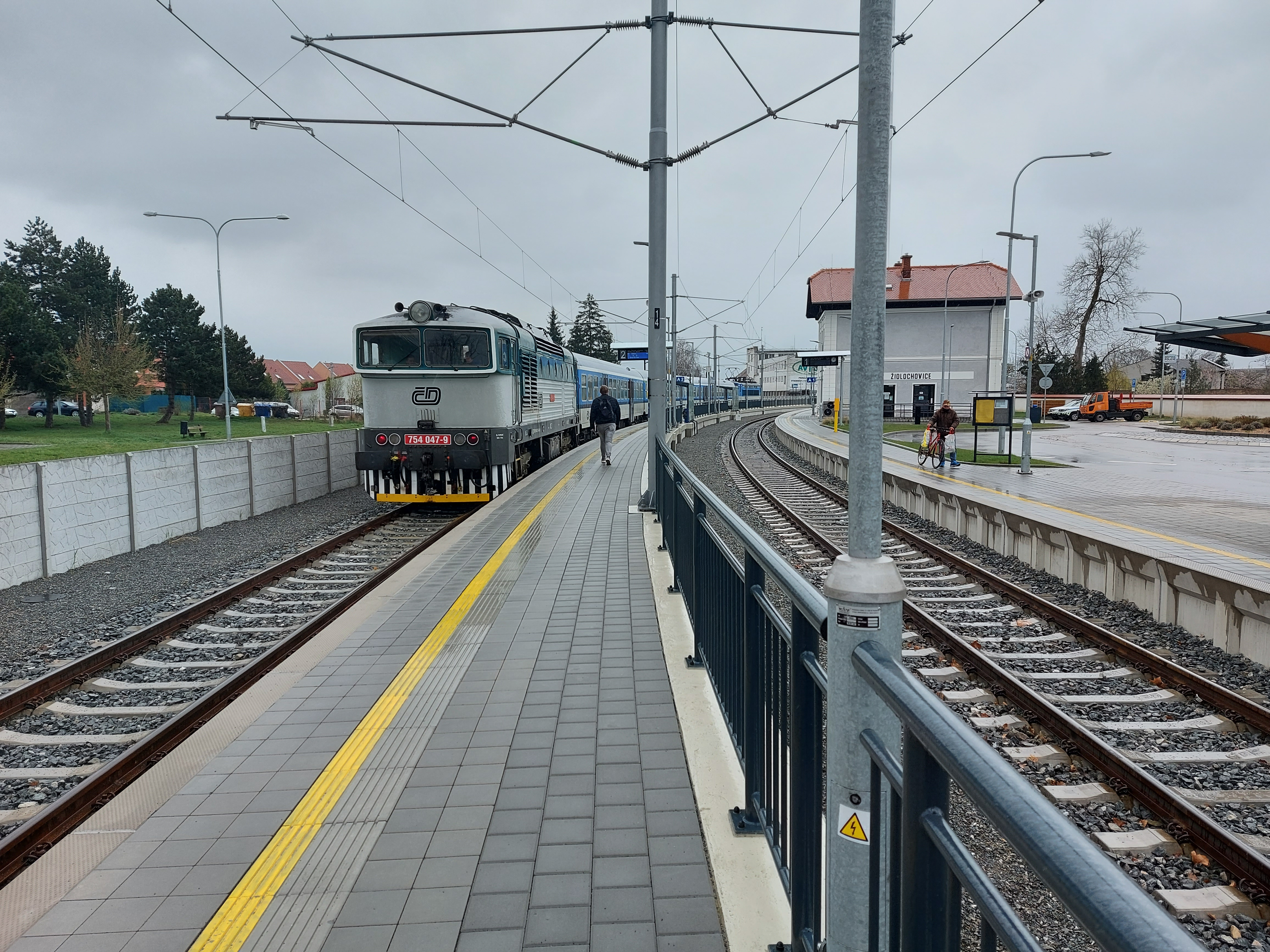
Vlak s lokomotivou 754.047 v Židlochovicích